# Paats
Paats is een familienaam die thans alleen nog in Nederland voorkomt. De naam is een patroniem.
In Nederland waren er in 2007 102 personen met de familienaam Paats. In België kwam de naam in 2008 niet voor. In Duitsland is de naam in de loop der tijd verdwenen, daar Erich Paats (zie hieronder) tot aan zijn overlijden in 1949 nog vermeld stond, maar in 2024 niet meer in de registers voorkwam.

## Bekende personen
Enkele bekende naamdragers zijn:
- Dominique Paats (1979), een Nederlands accordeonist
- Erich Paats (1900–1949), een Duits politicus
- Martien Paats (1935), een Nederlands politicus
- William Paats (1876–1946), een Nederlands-Paraguyaans sportinstructeur